# Raja undulata
La raya mosaico (Raja undulata) especie de peces de la familia de los Rajidae en el orden de los Rajiformes.

## Morfología
Los machos pueden llegar a alcanzar los 100 cm de longitud total.

## Reproducción
Es ovíparo y las hembras ponen huevos envueltos en una cápsula córnea.

## Alimentación
Come animales bentónicos.

## Hábitat
Es un pez marino demersal de Clima subtropical (53° N-15º N, 19° W-36° E), que vive entre 50 y 200 m de profundidad aunque se pueden observar ocasionalmente a menor profundidad, en torno a los 15m.

## Distribución geográfica
Se encuentra en el Océano Atlántico oriental (desde el sur de Irlanda y de Inglaterra hasta el Senegal, incluyendo las Islas Canarias) y el Mediterráneo.

## Galería de imágenes

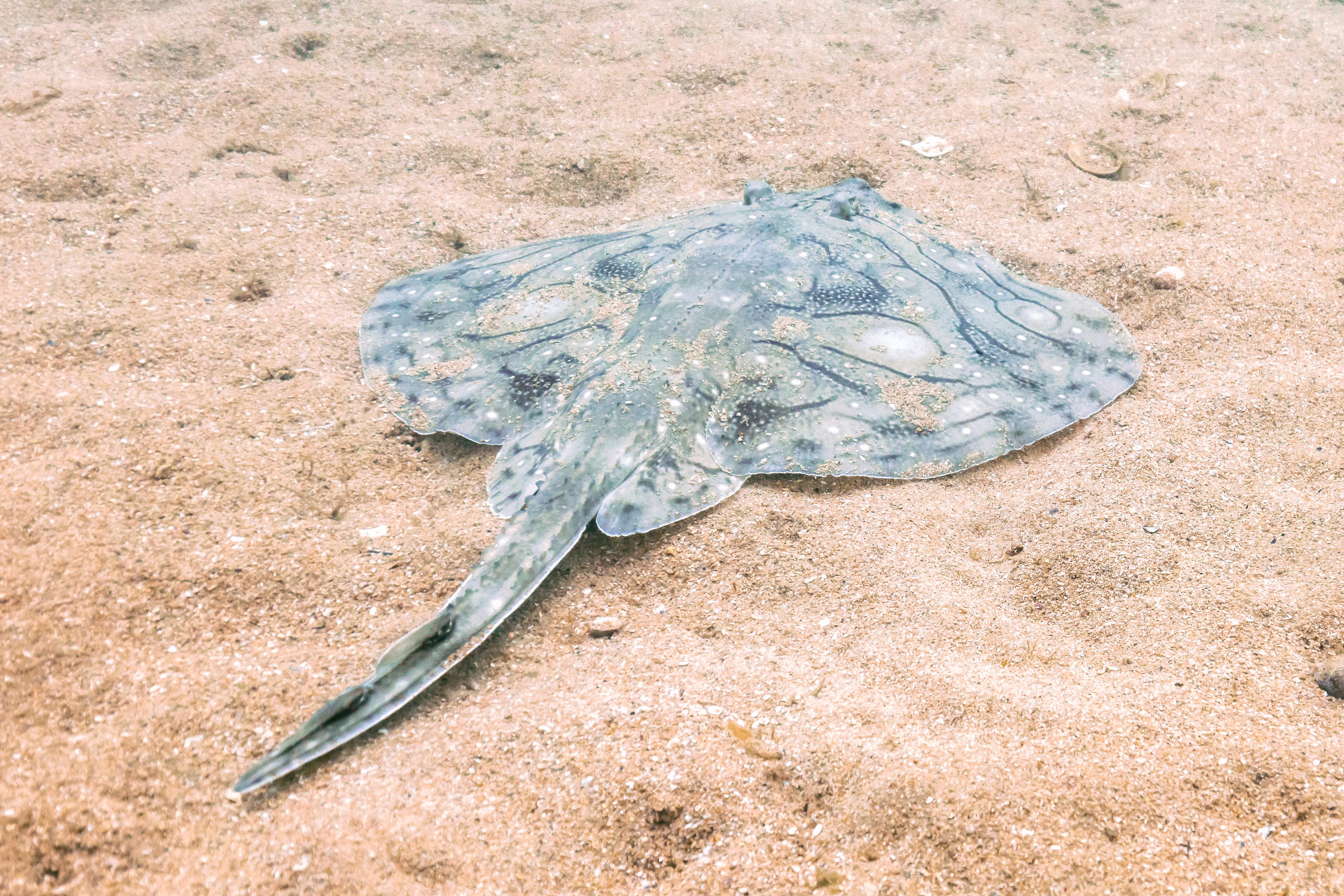
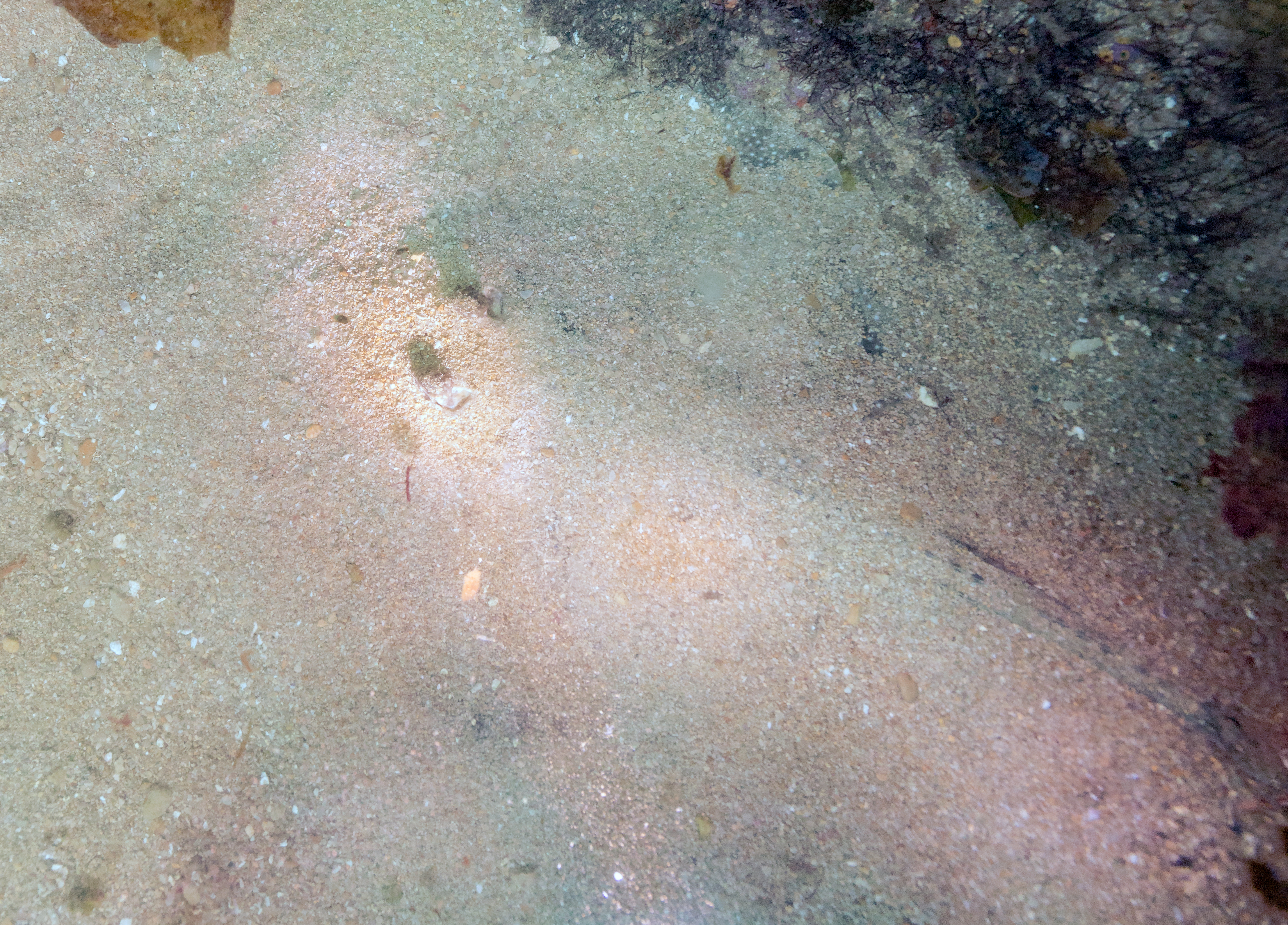
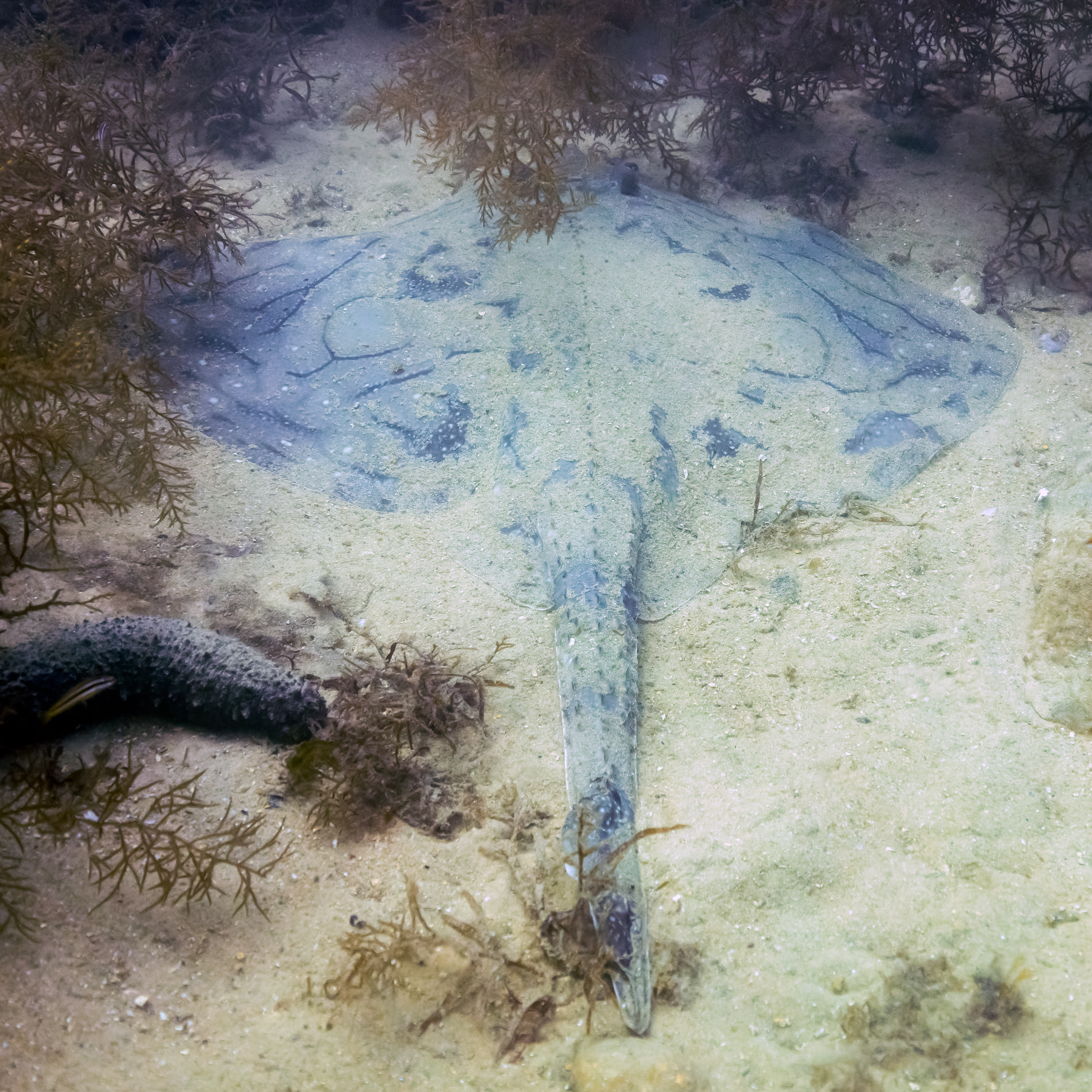
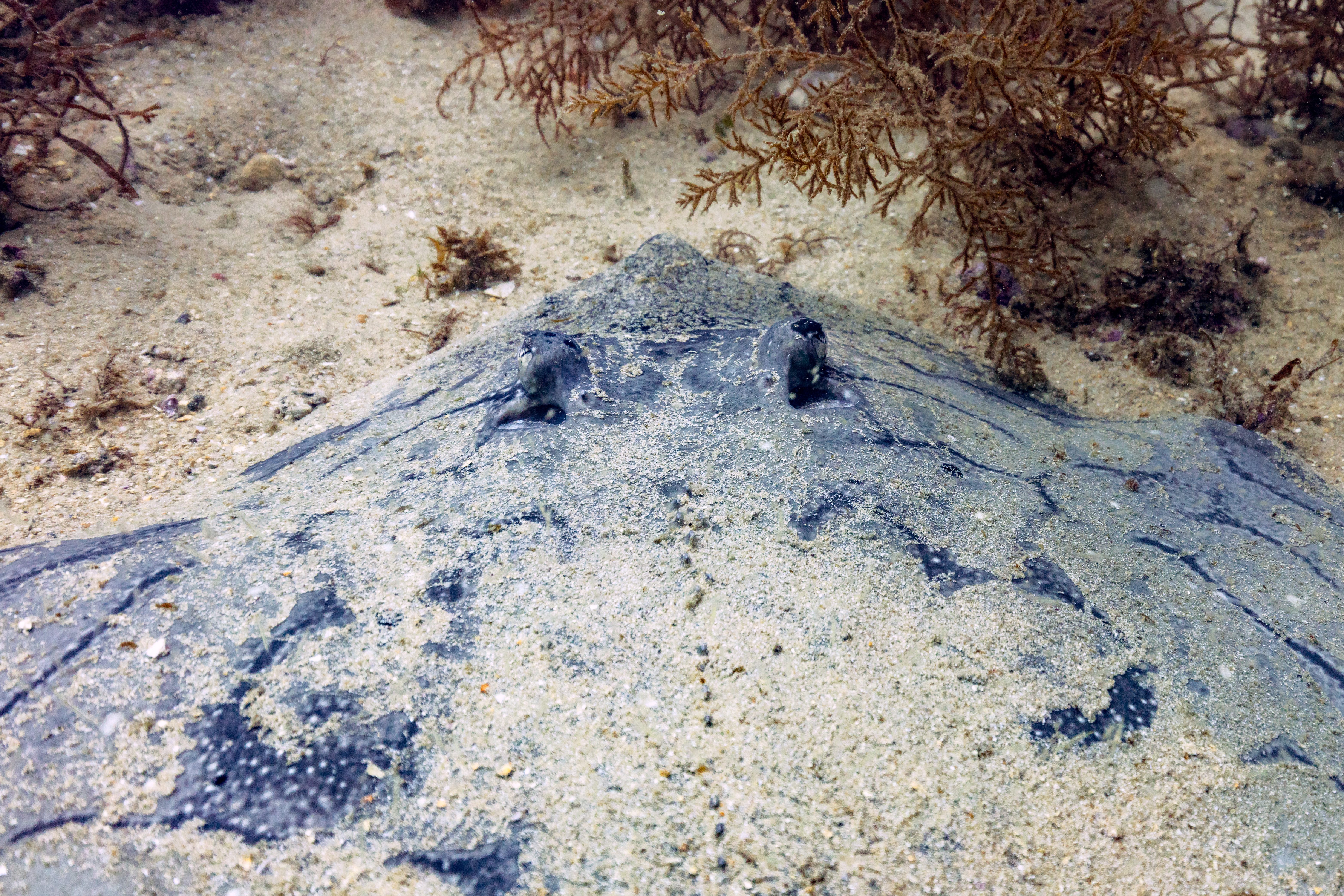
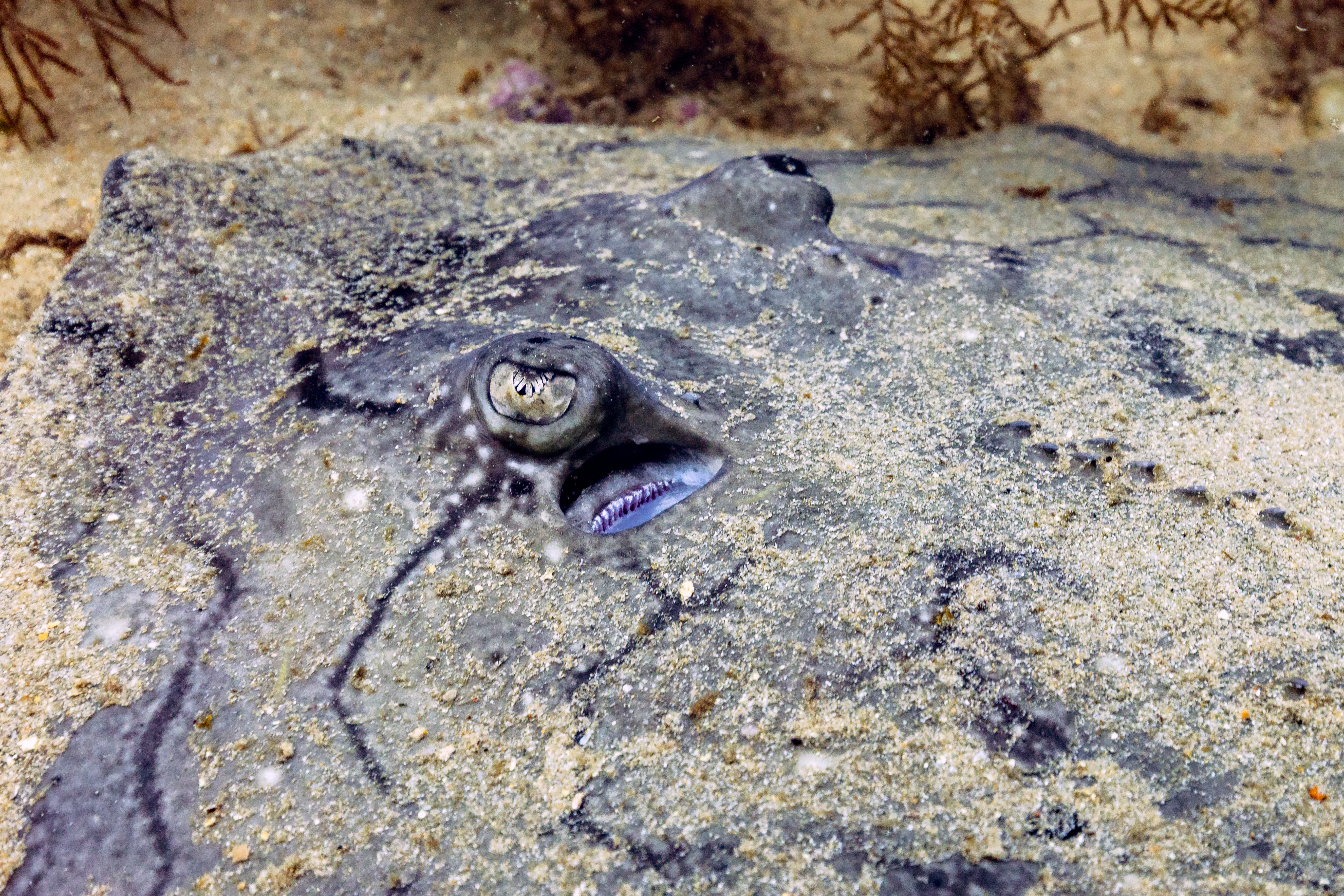
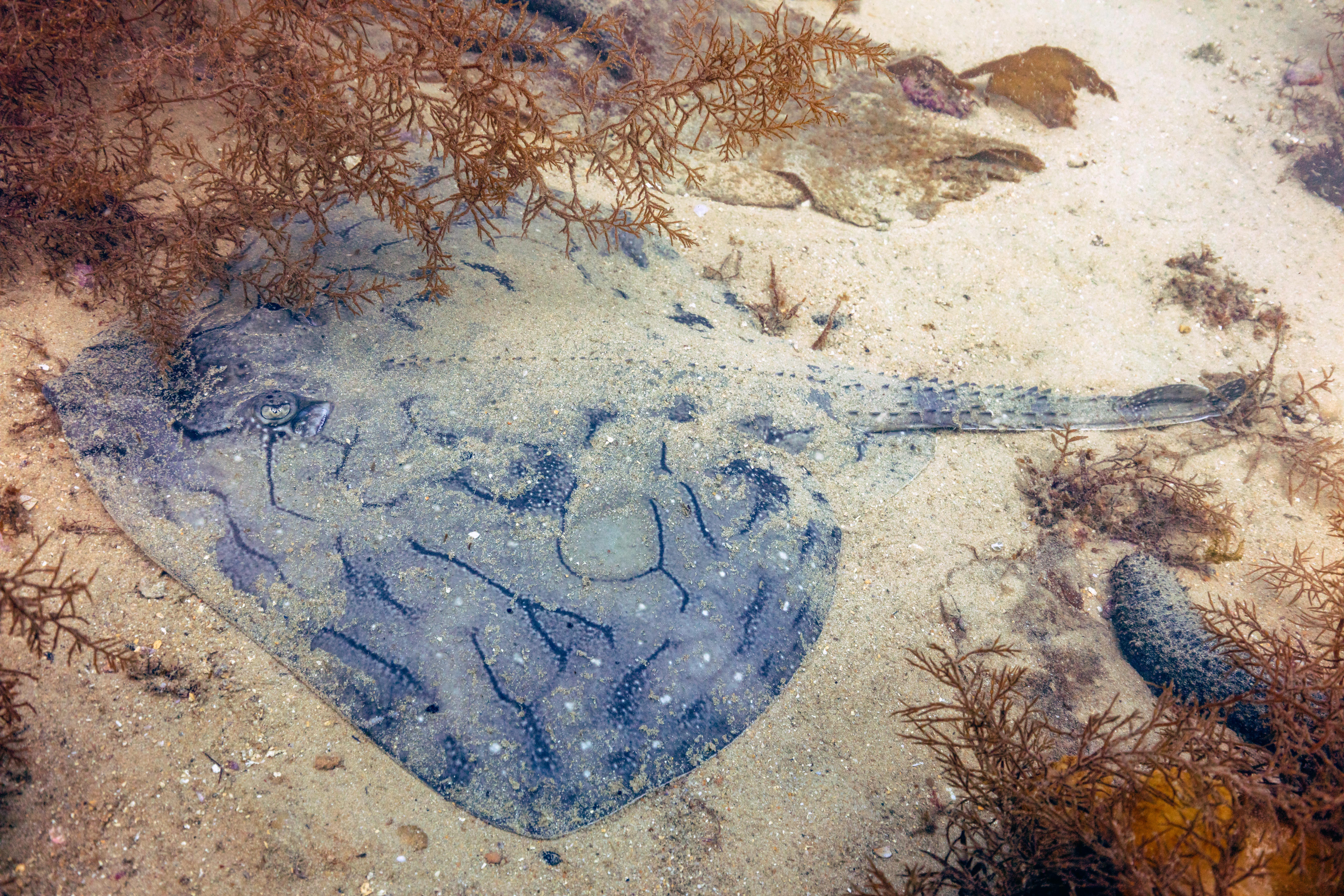
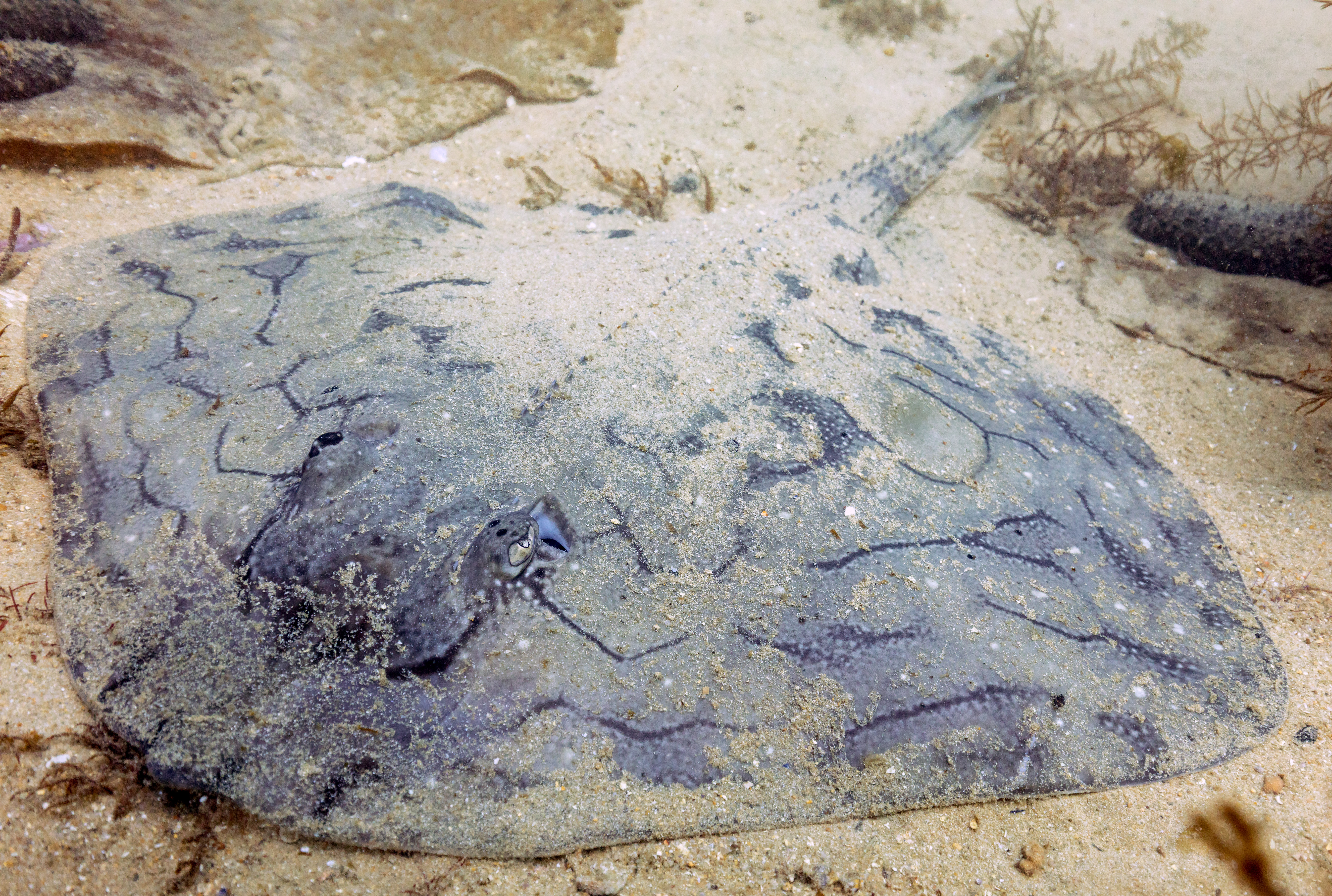

## Observaciones
Es inofensivo para los humanos.